# 文士桢
文士桢（1900年—1981年11月4日），男，湖南益阳人，中国政治人物，曾任中国国际旅行社副总经理，中国革命博物馆副馆长，湖南省政协副主席。